# Lolly Adefope
Ololade Adefope, detta Lolly (Sutton, 14 settembre 1990), è un'attrice e comica britannica.

## Biografia
Lolly Adefope è nata nel Sud di Londra, figlia di immigrati nigeriani. Dopo la laurea in letteratura inglese all'Università di Loughborough nel 2014 ha iniziato a lavorare come comica, portando i propri spettacoli all'Edinburgh Fringe Festival nel 2015 e nel 2016. Molto attiva in campo televisivo, è nota soprattutto per il suo ruolo della protagonista Kitty nella serie della BBC Ghosts e per i suoi ruoli primari nella serie antologica Miracle Workers.

## Filmografia parziale

### Attrice

#### Cinema
- Il tuo ex non muore mai (The Spy Who Dumped Me), regia di Susanna Fogel (2018)
- Saltburn, regia di Emerald Fennell (2023)
- Wicked Little Letters, regia di Thea Sharrock (2023)
- Cattiverie a domicilio, (2023)

#### Televisione
- Plebs – serie TV, episodio 3x01 (2016)
- Rovers, regia di Craig Cash – miniserie TV, 6 puntate (2016)
- Loaded – serie TV, 8 episodi (2017)
- Sick Note – serie TV, episodi 1x01-1x04 (2018)
- Damned – serie TV, 8 episodi (2018)
- Lovesick – serie TV, episodio 3x08 (2018)
- Miracle Workers – serie TV, 19 episodi (2019-2023)
- Shrill – serie TV, 22 episodi (2019-2021)
- This Time with Alan Partridge – serie TV, 7 episodi (2019-2021)
- Ghosts – serie TV, 20 episodi (2019-presente)
- Black Mirror – serie TV, episodio 6x01 (2023)

### Doppiatrice
- Summer Camp Island - Il campeggio fantastico (Summer Camp Island) - serie TV, 1 episodio (2019)

## Doppiatrici italiane
- Eva Padoan in Miracle Workers, Cattiverie a domicilio